# Сельское поселение «Село Березичский стеклозавод»
Сельское поселение «Посёлок Березичский стеклозавод» — муниципальное образование в составе Козельского района Калужской области России.
Административный центр — село Березичский Стеклозавод.

## История
Статус и границы сельского поселения установлены Законом Калужской области № 7-ОЗ от 28 декабря 2004 года «Об установлении границ муниципальных образований, расположенных на территории административно-территориальных единиц „Бабынинский район“, „Боровский район“, „Дзержинский район“, „Жиздринский район“, „Жуковский район“, „Износковский район“, „Козельский район“, „Малоярославецкий район“, „Мосальский район“, „Ферзиковский район“, „Хвастовичский район“, „Город Калуга“, „Город Обнинск“ и наделении их статусом городского поселения, сельского поселения, городского округа, муниципального района».

## Население
| 2010  | 2012  | 2013  | 2014  | 2015  | 2016  | 2017  |
| ----- | ----- | ----- | ----- | ----- | ----- | ----- |
| 1784  | ↘1750 | ↘1718 | ↘1692 | ↘1652 | ↘1624 | ↘1596 |
| 2018  | 2019  | 2020  | 2021  |       |       |       |
| ↘1578 | ↘1562 | ↘1560 | ↗1633 |       |       |       |

## Состав
В поселение входят 4 населённых пункта:
- село Березичский Стеклозавод
- село Березичская Школа-Интернат
- хутор Дмитровский
- разъезд Слаговищи

1 июля 2022 года был упразднён хутор Отрада, входивший в состав сельского поселения.